# NGC 7703
NGC 7703 je čočková galaxie v souhvězdí Pegase. Její zdánlivá jasnost je 13,4m a úhlová velikost 2,2′ × 0,5′. Je vzdálená 189 milionů světelných let, průměr má 120 000 světelných let. Galaxii objevil 7. října 1825 John Herschel.